# Coulston Glacier
Coulston Glacier är en glaciär i Antarktis. Den ligger i Östantarktis. Nya Zeeland gör anspråk på området. Coulston Glacier ligger 1 348 meter över havet.
Terrängen runt Coulston Glacier är bergig norrut, men söderut är den kuperad. Trakten är obefolkad. Det finns inga samhällen i närheten.